# توم ديفيز
توم ديفيز (بالإنجليزية: Tom Davies)‏ (27 مارس 1892 سويندون المملكة المتحدة - 1 يناير 1967) هو لاعب كرة قدم بريطاني سابق كان يلعب كمهاجم.